# Circonscription de Dabat
Pour les articles homonymes, voir Dabat.
La circonscription de Dabat est une des 135 circonscriptions législatives de l'État fédéré Amhara, elle se situe dans la Zone Nord Gonder. Son représentant actuel est Tenafa Muche Temesgen.